# CDKN1B
CDKN1B (Cyclin-dependent kinase inhibitor 1B) は、サイクリン依存キナーゼ阻害タンパク質1Bであり、p27とも言い、ヒトのCDKN1B遺伝子にコード化されているタンパク質である。CDKN1Bは、サイクリン依存キナーゼ（CDK）阻害タンパク質のCip/Kipファミリーに属するタンパク質をコード化している。このコード化されたタンパク質は、サイクリンE-CDK2またはサイクリンD-CDK4複合体に結び付き、それらの活動を妨げ、それゆえ、G1において細胞周期の進行を調整している。CDKN1Bは細胞分裂の周期を停止またはスローダウンさせる大きな役割があるため、CDKN1Bは細胞周期の阻害タンパク質と呼ばれている。